# Bulbophyllum brachypetalum
Bulbophyllum brachypetalum är en orkidéart som beskrevs av Rudolf Schlechter. Bulbophyllum brachypetalum ingår i släktet Bulbophyllum och familjen orkidéer. Inga underarter finns listade i Catalogue of Life.